# 21050 Beck
21050 Beck (1990 TG2) là một tiểu hành tinh vành đai chính được phát hiện ngày 10 tháng 10 năm 1990 bởi L. D. Schmadel và F. Borngen ở Tautenburg.